# KkStB 294 sorozat
A kkStB 294 sorozat egy  szertartályosgőzmozdony-sorozat volt a cs. kir. osztrák Államvasutaknál (k.k. österreichische Staatsbahnen, kkStB), amely mozdonyok eredetileg különböző magánvasutaktól származtak.
A sorozatba tartozó mozdonyokat a Krauss linzi és müncheni mozdonygyárai szállították 1881 és 1905 között. Az utolsónak épített 294.13 pályaszámú mozdonynak eltértek a kazánméretei a többitől (lásd a táblázatot). Helyi forgalom gazdaságos kiszolgálására tervezték őket. A 294.11-12  az Österreichische Lokaleisenbahngesellschaft (ÖLEG) tulajdona volt, a többi a Bozen-Meraner Bahn-né (BNB).
1918 után a mozdonyok a Csehszlovák Államvasutakhoz és az Olasz Államvasutakhoz kerültek. A ČSD besorolás nélkül selejtezte őket, az FS az FS 899 sorozatba osztotta a neki juttatott mozdonyokat. Az FS 899.006 (ex BMB 1 „MERAN” , kkStB 294.09) ma a nápolyi múzeumban van kiállítva.

## Fordítás
- Ez a szócikk részben vagy egészben  a   kkStB 294 című német Wikipédia-szócikk fordításán alapul.  Az eredeti cikk szerkesztőit annak laptörténete sorolja fel. Ez a jelzés csupán a megfogalmazás eredetét és a szerzői jogokat jelzi, nem szolgál a cikkben szereplő információk forrásmegjelöléseként. - Az eredeti szócikk forrásai szintén ott találhatóak.